# 해제면
해제면(海際面)은 대한민국 전라남도 무안군에 위치한 면이다.

## 개요
해제면은 무안과 신안군 지도읍을 경계하는 국도 24호선 중앙에 위치하고 있다. 3면이 바다로 긴 해안선(45 km)을 접하고 있어 수산자원 풍부하다. 양파, 마늘, 미곡 중심의 1차산업 편중되어 있다.

## 역사
백제시대에는 도제현이었으며 고려시대에는 해제현이었다. 조선 태조 9년 함평현에 병합되었고 고종 3년 함평군에서 무안군으로 편입되었다. 그 뒤 1910년 11월 1일 지방관제 개정에 의하여 무안부가 목포부로 개칭되고 52개 동리를 관할하였으며 1914년 해정구역 폐합에 따라 17개리로 개편되어 목포부에서 무안군이 분리되어 오늘에 이르고 있다.

## 법정리
- 광산리
- 대사리
- 덕산리
- 만풍리
- 산길리
- 석룡리
- 송석리
- 신정리
- 양매리
- 양월리
- 용학리
- 유월리
- 임수리
- 창매리
- 천장리
- 학송리

## 교육
| 학교명                | 소재지                         | 비고        |
| --------------------- | ------------------------------ | ----------- |
| 해제초등학교          | 해제면 양간로 77 (양매리)      |             |
| 해제동초등학교        | 해제면 만송로 1431 (유월리)    | 2009년 폐교 |
| 해제서초등학교        | 해제면 봉대로 405 (학송리)     | 1999년 폐교 |
| 해제남초등학교        | 해제면 돌기길 5 (천장리)       |             |
| 해제초등학교 송석분교 | 해제면 만송로 1039 (송석리)    | 2004년 폐교 |
| 해제중학교            | 해제면 양간로 97 (양매리)      |             |
| 해제고등학교          | 해제면 현해로 1738-17 (신정리) | 2015년 폐교 |